# Ristar (8 бит)
Ristar — видеоигра в жанре платформера, разработанная студией Japan System House и изданная компанией Sega в 1995 году для игровой приставки Game Gear. Заимствуя тематику и элементы игрового процесса из своего главного аналога, Ristar для Mega Drive/Genesis, во многом представляет собой другую игру.
Игра была хорошо воспринята критиками, чувствовавшими, что игровая механика была хорошо перенесена на более старую, устаревшую систему Game Gear, но разделились во мнениях о том, стоит ли играть в эту игру, если обе её версии будут доступны для потребителя. Игра менее известна, чем её аналог для Mega Drive, так как эпоха Game Gear подходила к концу и консоль имела меньшую пользовательскую базу по сравнению с Mega Drive.

## Игровой процесс
Основная предпосылка для игрового процесса версии Ristar для Game Gear во многом совпадает с аналогом для Mega Drive. Игра представляет собой двухмерный платформер с боковой прокруткой, где игрок должен перемещать Ристара через уровни, уворачиваясь от врагов и препятствий. Также, как в версии для Mega Drive, основные способности Ристара больше завязаны на захваты и «удары головой» врагов, чем на прыжки.
Между тем, несмотря на одну и ту же предпосылку, фактический дизайн уровней явно отличается. В то время как половина уровней имеет одинаковый антураж, например — начальный уровень с окужающей средой на тему фауны, фактические макеты ремикшируются, а тип и расположение врагов различаются. Кроме того, другая половина уровней имеет совершенно другие темы, которых нет в версии для Mega Drive, например, уровень, основанный на пиратских кораблях. Другое важное изменение, присутствующее на всех уровнях — разбросанных повсюду звёздочки. Игрок проводит Ристара через них, чтобы их собрать, подобно тому, как в своих играх Ёж Соник собирает кольца, а Марио — монеты. Собрав сто очков, игрок зарабатывает Ристару ещё одну жизнь. Хотя битвы с боссами всё ещё присутствуют в конце каждой планеты, большинство битв сами по себе другие, и почти на всех планетах больше нет каких-либо мини-боссов на полпути через планету.
В версии для Game Gear также возможно больше движений, предметов и интерактивности между персонажами и окружающей средой. После победы над врагом игрок может выбрать, чтобы Ристар использовал либо вражеский головной убор как оружие, либо оставшееся от него копьё как опору при восхождении на стены, чтобы достигать ранее недоступных более высоких областей. «Красная звезда» даёт Ристару временную неуязвимость, ускоряет его движение, увеличивает скорость прыжка и позволяет наносить урон врагу при контакте. Разноцветные прямоугольные коробки, похожие на коробки для монет в серии Super Mario, также присутствуют только в этой версии, и, как и в случае с врагами, вскрываются они атакой «удар головой», а не прыжком по ним.

## Разработка
Возникновение Ristar восходит к пересмотренной идее Юдзи Наки из Sonic Team с кроликом, хватающим предметы. Хотя она была списана в пользу того, что впоследствии стало серией Sonic the Hedgehog, годы спустя концепция появилась вновь как прототип под названием Feel, в итоге развившийся в Ristar. В отличие от аналога для Mega Drive, игра для Game Gear была разработана другой командой — Japan System House (позднее — Biox), разработчиком Sega, которому обычно поручалось создание итераций игр для Mega Drive, таких как Streets of Rage, на консоль Game Gear. Для североамериканского релиза из игры был вырезан целый уровень. В то время как в японской версии у каждой планеты есть по два уровня, у второй планеты игры, Fanturn, в американской версии только один уровень: второй из игры был вырезан.

## Отзывы и критика
| Сводный рейтинг    | Сводный рейтинг |
| Агрегатор          | Оценка          |
| ------------------ | --------------- |
| GameRankings       | 100 %           |
| MobyRank           | 80/100          |
| Иноязычные издания |                 |
| Издание            | Оценка          |
| AllGame            | [ 9 ] [ 10 ]    |
| GamePro            | (SGG)           |

Ristar для Game Gear была в значительной степени хорошо принята критиками, хотя и немного холоднее, чем её аналог для Mega Drive. Хотя большинство рецензентов согласились, что в игру стоит играть, они разделились во мнении, стоит ли в неё играть, если аналог для Mega Drive также будет доступен для потребителя. Как в случае с версией для Mega Drive, рецензенты высоко оценили способности персонажей и красочную графику игры. Четыре обозревателя Electronic Gaming Monthly оценили игру в среднем на 7,5 балла из 10. Двое из рецензентов раскритиковали звук, но все четверо описали игру как имеющую впечатляюще красочную графику и более глубокую технику, чем большинство платформенных игр. GamePro назвал Ristar «удивительно превосходным», сославшись на точные и простые в освоении элементы управления, умно оформленную и красочную графику и высокое качество воспроизведения. Напротив «Фамицу» присудил игре всего лишь 25 баллов из 40.
Ретроспективные рецензенты отнеслись к игре несколько менее положительно и склонялись к тому, чтобы рассматривать её как версию оригинальной игры для Mega Grive. Hardcore Gaming обобщила своё отношение к игре так: «В конечном счёте, версия для Game Gear может быть и не такой весёлой и визуально интересной, как оригинальная, но она всё же ярка́ и вполне играема». Honest Gamers высоко оценили игру как лучшую в системе, заявив: «Ristar — лучшая игра для Game Gear, которую только можно купить, она лучше, чем любая игра такого типа на Game Boy Color, и почти так же хороша, как и её тёзка для Sega Genesis. Я был невероятно впечатлён, увидив нечто так хорошо выглядящее и звучащее на миниатюрном экране Game Gear, в причудливых ограничениях того, что в основном представляет собой аппаратное обеспечение Master System. Но Sega справились с этим… даже если вы уже обладатель игры для Genesis и (Sega) Nomad, эту вы всё равно захотите». Defunct Games были менее восторженны: критикуя графику, звук и ограниченное качество воспроизведения, они пришли к выводу: «… эта версия Ristar достойна. Она довольно весёлая, и если вы большой поклонник платформеров и не обращаете внимания на графические или звуковые ограничения, Ristar для Game Gear станет хорошим дополнением вашей игротеки. Иначе я бы сказал: „если возможно, попробуйте достать версию для Genesis“».